# Marcela Miró Pérez
Marcela Miró Pérez   (València, 19 de gener de 1952 - València, 14 de juliol de 2024) va ser una política i doctora en enginyeria agrònoma valenciana.
Va ser diputada a les Corts Valencianes a la V Legislatura, pel Partit Popular, ocupant la presidència de les Corts. Abans va ser consellera de Cultura, Educació i Ciència entre maig de 1996 (substituint l'exconseller Fernando Villalonga Campos) i febrer de 1997, i consellera de Benestar Social entre 1997 i 1999. Els dos càrrecs els va exercir en governs del president Zaplana.
En el moment de la seva mort era Síndica de Comptes i professora a la Universitat Politècnica de València.

## Infància i joventut entre la capital del Túria i Alcoi
Venia d'una família de classe mitjana, formada pels seus pares i tres fills. La mare es dedicava a la cura familiar i el pare era enginyer tècnic agrícola i, posteriorment, professor de la Universitat Politècnica de València. Durant la infància i adolescència compartia el seu temps en la "Institució cultural Femenina Domus".
La seua vocació com a Enginyera agrònoma li venia en part per la professió i educació que li va inculcar el seu pare. Per això, es va graduar i doctorar a l'Escola Tècnica Superior d'Enginyers Agrònoms de la Universitat Politècnica de València.
De la seua etapa universitària Marcela Miró destacava que la majoria d'estudiants eren homes i tan sols eren tres dones en la seua promoció.

## Trajectòria acadèmica en la Universitat Politècnica de València
En 1983, va aconseguir la plaça de professora agregada Numerària en la Universitat Politècnica de València. Posteriorment en 1989, va obtenir la plaça de Catedràtica Numerària d'Escola Universitària.
Així mateix, a part de ser professora, va ocupar altres càrrecs com: subdirectora cap d'estudis a l'Escola Universitària d'Enginyeria Tècnica Agrícola (1986-1987), així com la vicerectora d'Estudis i Alumnat (1987-1995).

## Trajectòria política a la Comunitat Valenciana
En 1995, va ser directora general de Relacions Institucionals de la Presidència de la Generalitat Valenciana en el Partit Popular.
En 1996, directora general de Relacions Externes. A més és mateix any, va ser nomenada Consellera de Cultura, Educació i Esports.
En 1997 a 1999, va ser consellera de Benestar Social.
En 1999 a 2003, va ser presidenta de les Corts Valencianes en la V Legislatura.
Des de 2004 fins al moment de la seva mort, va ser síndica en la Sindicatura de Comptes de la Comunitat Valenciana, essent la primera dona a ocupar aquest càrrec.

## Contribució al marc legislatiu de les addiccions a la Comunitat Valenciana
En 1997, en el seu lloc com a Consellera de Benestar Social, comptava amb competències: justícia, persones majors, menors, dones, família i adopció, drogues i addicions i esports.
Quant a l'àmbit de drogues i addiccions, no existia un marc legal per a regular aquesta problemàtica, només es comptava amb un Pla Autonòmic molt limitat.
És per això, que des de la pròpia Conselleria de Benestar, es crea en la "Llei de Drogodependències i altres trastorns addictius", va ser la primera llei i, per tant, pionera en matèria de Drogodependències a la Comunitat Valenciana, sent un referent legislatiu tant a nivell Estatal, com a nivell Autonòmic.
Gràcies a aquesta llei es comença a regular per primera vegada les "drogues" socialment acceptades com el tabac, l'alcohol i les ludopaties.
En aquesta llei, es trobaven reflectides una sèrie de qüestions que en l'actualitat resulten normals, però que no obstant això en els anys 90 van ser de gran novetat.
Algunes d'aquestes qüestions eren: els menors de 18 anys no podien prendre ni comprar alcohol en les discoteques; tampoc es podia fumar en els centres sanitaris, col·legis i centres comercials.
En definitiva, es crea una sèrie de mesures relacionades amb l'assistència sanitària, inserció social i prevenció.